# Optymalizacja podatkowa
Optymalizacja podatkowa – oznacza podejmowanie działań zgodnych z regulacjami prawnymi, w ramach których przedsiębiorstwo wykorzystuje dostępne środki do obniżenia obciążenia podatkowego, które powstałoby bez ich zastosowania.

## Istota optymalizacji podatkowej
Trudno wyznaczyć granicę pomiędzy optymalizacją podatkową a obejściem prawa podatkowego. Wyznaczenie zaś tej granicy jest kwestią kontrowersyjną. Należy jednak wyraźnie rozgraniczyć działania sprzeczne z przepisami podatkowymi od działań podejmowanych przez świadomego podatnika, który korzysta z dostępnych mu możliwości optymalizacyjnych przewidzianych w prawie podatkowym. To właśnie rozwiązania legalne należą do instrumentów optymalizacji podatkowej.
Legalnymi formami optymalizacji podatkowej są między innymi:
- planowanie podatkowe,
- oszczędzanie podatkowe,
- unikanie opodatkowania.

## Źródła optymalizacji podatkowej
Legalne obniżanie obciążeń podatkowych jest dozwolone, a nawet w pewnych przypadkach pożądane przez ustawodawcę. Taka możliwość kształtowania zobowiązania podatkowego wynika z różnych czynników.
Po pierwsze, w wielu obszarach ustawodawca świadomie zostawia podatnikowi swobodę decyzyjną. Konsekwentnie, w każdym z takich obszarów tworzy się potencjał do optymalizacji. Przykładowo, podatnik może sam dokonać wyboru metody amortyzacji, okresu rozliczeniowego, roku podatkowego czy sposobu wpłacania zaliczek (np. wybór metody uproszczonej). Podstawą do podjęcia decyzji powinna każdorazowo być dogłębna analiza korzyści z niej płynących.
Po drugie, swobody uznaniowe zawarte w przepisach podatkowych odnoszą się do przypadków, w których niemożliwe jest określenie precyzyjnej wartości. Podatnik w takiej sytuacji często musi oszacować daną wartość metodą wyceny bądź porównawczą. Zastosowanie jednej z metod może mieć odbicie w wysokości wyliczonej kwoty. Konsekwentnie, może to się przełożyć na wielkość obciążenia podatkiem.
Po trzecie, w regulacjach prawnych występują normy stymulacyjne związane z pełnieniem przez podatki funkcji stymulacyjnej. W celu zachęcenia podatników do pożądanych z punktu widzenia państwa działań, ustawodawca uwzględnił rozwiązania korzystne dla tych, którzy takie działania podejmą. Taka motywacja najczęściej przybiera formę ulg podatkowych. Przykładowo, by zwiększyć tempo modernizacji i konkurencyjność przedsiębiorstw, w prawie podatkowym funkcjonuje obecnie ulga na zakup nowych technologii. Zachęta może występować także jako odroczenie opodatkowania, czego przykładem jest kredyt podatkowy.
Kolejną przesłanką do istnienia optymalizacji podatkowej jest możliwość kształtowania stanu faktycznego lub prawnego. Podobne zdarzenia pod względem ekonomicznym mogą bowiem zostać odmiennie zakwalifikowane na podstawie przepisów prawa. Przykładowo, wybór źródła finansowania pomiędzy wspólnikami a kredytem długoterminowym ma dla spółki zbliżone skutki ekonomiczne, podczas gdy opodatkowanie dywidend i odsetek jest różne. Ponadto takie same działania podatników mogą powodować inne konsekwencje podatkowe. Odnosi się to między innymi do stosowania cen transferowych, gdzie kluczową rolę odgrywa prawidłowe udokumentowanie stanu faktycznego. Nawet jeśli dwa przedsiębiorstwa zastosują ceny transferowe na tych warunkach, ale jedno z nich nie przedstawi odpowiedniej dokumentacji, skutki podatkowe dla nich będą całkowicie odmienne.

## Przykłady optymalizacji z wykorzystaniem prawa cywilnego i handlowego
Jednym z najprostszych sposobów na przeprowadzenie samodzielnej optymalizacji podatkowej jest skorzystanie z odpowiednich form prawnych, które uregulują działalność istniejącego bądź dopiero powoływanego podmiotu. Spółki komandytowe są formą prawną, która gwarantuje realne korzyści finansowe.
Najważniejszym celem optymalizacji podatkowej jest podjęcie działań, które przyczynią się do zmniejszenia wysokości obciążeń podatkowych przy jednoczesnym działaniu w granicach obowiązujących przepisów prawnych.
Przykładami takich działań mogą być:
- skorzystanie z dostępnych rozmaitych zwolnień i ulg podatkowych, np. ulga na działalność badawczo-rozwojową B+R, IP Box, ulga na prototypu robotyzację, innowacyjnych pracowników, ulga na internet, które przysługują określonym podatnikom po spełnieniu wyznaczonych warunków,
- wybór właściwej formy opodatkowania prowadzonej działalności gospodarczej, np. przy dłużej ilości kosztów korzystne jest rozliczanie na podstawie skali podatkowej lub podatku liniowego,
- działania w specjalnej strefie ekonomicznej,
- tworzenie podatkowych grup kapitałowych,
- restrukturyzacja i łączenie spółek,
- stosowanie zagranicznych rozwiązań prawnych, utworzenie spółki europejskiej, tworzenie zagranicznych spółek holdingowych, które mogą korzystać z rozwiązań prawnych obowiązujących w jednym z krajów gdzie mają siedzibę,
- założenie lub przeniesienie działalności za granicę[6].

## Wyrok Trybunału Konstytucyjnego w sprawie klauzuli obejścia prawa w 2004
Z pojęciem optymalizacji wiążą się liczne kontrowersje, podające w wątpliwość jej legalność. Organy podatkowe często kwestionują zgodność z prawem rozliczeń podatkowych zarzucając podatnikom tzw. obejście prawa podatkowego, czyli kwalifikowaną postać unikania opodatkowania.
Obejście prawa podatkowego definiowane jest jako wykorzystywanie cywilistycznej zasady swobody umów, które pozwala na wybór między obowiązkiem podatkowym, a osiągnięciem stanu niższego opodatkowania w stosunku do oczekiwanego przez ustawodawcę. Jednocześnie nie są łamane przy tym żadne nakazy lub zakazy ustawowe. Jednak, tak długo jak przedsiębiorstwo podejmuje działania niewykraczające poza przyjęte rozwiązania prawne, nie występuje nielegalne prowadzenie księgowości czy obchodzenie prawa. Potwierdzają to orzecznictwa Naczelnego Sądu Administracyjnego oraz interpretacja Ministerstwa Finansów. Kilka przykładów orzecznictwa potwierdzających powyższą tezę:
W wyroku NSA z 31.01.2002 r. podkreślono, że istotą działalności gospodarczej jest maksymalizacja zysku, a nie zobowiązań podatkowych. Nie ma podstaw do nakładania na podmioty gospodarcze (nawet powiązane osobowo i kapitałowo) obowiązku działań prowadzących do zmniejszenia dochodów, dlatego że byłoby to korzystniejsze dla budżetu państwa z punktu widzenia wpływów podatkowych.
„Z żadnej normy prawnej nie można wyprowadzić zasady nakładającej na podatnika obowiązek działania do powstania zobowiązania podatkowego w najwyższej możliwej wysokości. Jeżeli obowiązujący porządek prawny stwarza podatnikowi możliwość wyboru kilku legalnych konstrukcji do osiągnięcia zamierzonego celu gospodarczego, z których każda będzie miała inny wymiar podatkowy, to wybór najkorzystniejszego podatkowo rozwiązania nie może być traktowany jako obejście prawa.”
Interpretacja Ministerstwa Finansów:
„Żaden przepis prawa podatkowego ani orzecznictwo, ani też doktryna nie zabraniają podatnikowi wyboru takiego rozwiązania zgodnego z prawem i rzeczywistością, które byłoby dla niego – przy podejmowaniu decyzji gospodarczych – bardziej korzystne na gruncie prawa podatkowego.”
Organy podatkowe próbowały jednak przeciwdziałać obejściu prawa mimo absencji jasnej regulacji prawnej w tym obszarze. W tym celu powoływały się na art. 58 Kodeksu Cywilnego, na gruncie którego czynność prawna sprzeczna z ustawą albo mająca na celu obejście ustawy jest nieważna. Poprzez analogię dopuszczały zanegowanie ważności transakcji w zakresie konsekwencji podatkowych, gdy intencją stron było obniżenie wysokości zobowiązania podatkowego, zwiększenie straty, czy podwyższenie nadpłaty lub zwrot podatku.
1.01.2003 r. wszedł w życie art. 24b Ordynacji podatkowej, na mocy którego organ podatkowy miał prawo pominąć skutki podatkowe czynności prawnej, jeśli jedynym jej celem było zredukowanie ciężaru opodatkowania (§ 1) oraz jeśli jej cel można było osiągnąć poprzez inną adekwatną czynność. W drugim przypadku organ mógł ustalić wysokość zobowiązania podatkowego wynikającego z tej adekwatnej czynności (§ 2).
Pierwszy paragraf został uchylony przez Trybunału Konstytucyjny wyrokiem z 11.05.2004 r. (sygn. akt K 4/03), w którym Trybunał orzekł m.in., że:
„Konstytucyjny obowiązek ponoszenia podatków określonych w ustawie (art. 84 Konstytucji) nie oznacza nakazu uiszczania przez podatnika podatku w maksymalnej wysokości ani zakazu korzystania przez podatnika z różnych legalnych metod optymalizacji podatkowej. Istnieje zasadnicza różnica między bezprawnym uchylaniem się od opodatkowania, stanowiącym naruszenie norm prawnych, a unikaniem opodatkowania przez dokonywanie w tym celu zgodnych z prawem czynności prawnych”.
Drugi zaś paragraf utracił moc z dniem 1.09.2005 r. wraz z wejściem w życie nowelizacji do Ordynacji Podatkowej, która uchyliła również obowiązujący równolegle art. 24a Ordynacji podatkowej, na podstawie którego organy podatkowe musiały ustalać konsekwencje podatkowe opierając się nie tylko na dosłownej interpretacji oświadczeń woli, ale także biorąc pod uwagę intencje oraz cel czynności.
W miejsce artykułów 24a oraz 24b wprowadzono nowy przepis: art. 199a Ordynacji podatkowej, który w § 1 i 2 powtórzył 24a. Ma on więc wskazywać na charakter procesowy nowych przepisów. W myśl § 3, jeżeli z dowodów zgromadzonych w toku postępowania, w szczególności zeznań strony, wynikają wątpliwości co do istnienia lub nieistnienia stosunku prawnego lub prawa, z którym związane są skutki podatkowe, organ podatkowy występuje do sądu powszechnego o ustalenie istnienia lub nieistnienia tego stosunku prawnego lub prawa.
Dotychczas (2012) nie stworzono przepisów, które zastępowałyby w jakiejkolwiek formie artykuł regulujący obejście prawa, który okazał się być sprzeczny z konstytucją. Organom skarbowym pozostało uprawnienie do zanegowania tzw. pozornych czynności prawnych, choć sprawia ono trudności w egzekwowaniu.
W obecnym stanie prawnym, organy podatkowe nie mogą kwestionować ważności umowy z punku widzenia skutków fiskalnych, jedynie na podstawie jej nieadekwatności wobec zamierzonych celów gospodarczych lub gdy głównym jej efektem będzie uzyskanie korzyści podatkowej. Mają one więc obowiązek uznawać ważnie zawarte umowy.
Aktualnie (2012) w zakresie kompetencji organów podatkowych leży:
- badanie treści czynności prawnej (zgodnego zamiaru stron i celu umowy),
- stwierdzenie istnienia lub nieistnienia stosunku prawnego lub prawa,
- badanie, czy wykreowany na podstawie umowy stosunek prawny jest zgodny z jego naturą, przepisami ustawy oraz zasadami współżycia społecznego (na podstawie art. 58 Kodeksu cywilnego, który obowiązuje niezależnie od zapisów Ordynacji podatkowej).

W momencie gdy organ podatkowy dojdzie do wniosku, po zanalizowaniu wymienionych elementów, że zrekonstruowana przez niego treść umowy różni się od zadeklarowanej przez strony na potrzeby rozliczenia podatkowego, ma prawo wyciągnąć konsekwencje podatkowe odpowiednie dla ustalonego stanu faktycznego. Niemniej jednak w pierwszej kolejności musi przeprowadzić postępowanie, w którym odtworzy treść czynności zgodnie z regułami interpretacyjnymi prawa cywilnego, uwzględniając zachowania stron i badając ich zgodność. W przypadku zaistnienia wątpliwości dotyczących występowania lub braku stosunku prawnego organ jest upoważniony by zwrócić się do sądu powszechnego, który rozstrzygnie czy stosunek zaistniał. Gdy okaże się, że umowa była ważna, jej skutki nie mogą zostać zanegowane, nawet jeśli dominującym motywem czynności była optymalizacja podatkowa.
Skutkiem uchylenia klauzuli obejścia prawa organy podatkowe, a w ślad za nimi sądy, powróciły do praktykowania klauzuli obejścia prawa podatkowego bazując na rozwiązaniach, które przeważały w orzecznictwie przed 2003 r., choć takie postępowanie zostało dobitnie potępione przez naukę prawa podatkowego – m.in. prof. B. Brzeziński odniósł się do sentencji NSA z 29.05.2002 r. (III SA 2606/00), POP 2003/1, s. 84) zaznaczając, że sądowe postępowanie w kwestii prawa podatkowego jest contra legem, czyli „wbrew prawu”, „przeciwko prawu”, wykazując charakter prawotwórczy.
W świetle braku regulacji prawnych w kwestii obejścia prawa, obserwujemy obecnie ponowne odejście ku pozaustawowej sądowej praktyce obejścia prawa podatkowego. Powyższa tendencja pociąga za sobą zwiększony poziom ryzyka podatkowego w przypadku czynności balansujących na granicy dozwolonych strategii, a także zmierzających przede wszystkim ku redukcji obciążenia podatkowego.
Ten zapis daje fiskusowi w praktyce duże możliwości w zakresie niekontrolowanej interpretacji czynności prawnych podejmowanych przez przedsiębiorstwa. Powyższy przykład potwierdza wniosek, że stosując narzędzia optymalizacji, należy pamiętać, iż zwiększeniu ulega poziom ryzyka.